# Rea (satèl·lit)
Rea és el segon satèl·lit més gros de Saturn. Va ser descobert per Giovanni Cassini el 23 de desembre de 1672. També se l'anomena Saturn V.

## Nom
Entre 1671 i 1684, Giovanni Cassini va descobrir quatre de les llunes de Saturn: Jàpet, Rea, Dione i Tetis i les va batejar amb el nom llatí de Sidera Lodoicea (estrelles de Lluís), en honor del rei Lluís XIV de França. Molts anys més tard, el 1847, John Herschel, fill de William Herschel, va proposar que els satèl·lits de Saturn rebessin els noms dels Titans i les Titànides de la mitologia grega, germans i germanes de Cronos (que és el nom grec de Saturn). Rea és una de les Titànides, filla d'Urà i de Gea, esposa de Cronos i mare de Zeus i d'alguns dels altres déus olímpics.

## Característiques
Rea és un cos esfèric de 1528 km de diàmetre, el segon més gros dels satèl·lits de Saturn, que orbita a 527.040 km de Saturn (8,75 vegades el seu radi equatorial) en la zona exterior a l'anell E. Posseeix una òrbita circular, lleugerament inclinada respecte a l'equador del planeta i completa una revolució cada 4 dies i mig. A diferència de Tità, que és l'única de les llunes de Saturn que en té, no se li coneix atmosfera, però sí un anell d'uns 1.500 km de diàmetre, essent l'únic cos no planetari conegut a posseir-ne un. La seva densitat és força baixa (1.240 kg/m³) cosa que indica que està compost, bàsicament, de gel d'aigua però posseïx un nucli de roca que comprèn menys d'un terç de la massa total del satèl·lit. La temperatura a la cara il·luminada pel Sol és de -174 °C mentre que a la cara fosca oscil·la entre els -200 °C i els -220 °C. En alguns aspectes és semblant a Dione: els dos tenen una composició i una albedo semblants, cosa que fa pensar que han tingut una història geològica similar. Una altra característica que comparteix amb Dione és la seva rotació síncrona, és a dir, que el període de rotació i el període orbital són iguals. Això implica que una cara o hemisferi del satèl·lit precedeixi sempre a l'altra en el moviment orbital al voltant del planeta.
Rea és un dels cossos més densament crateritzats de tot el Sistema Solar. La seva superfície es pot dividir en dos hemisferis clarament diferenciats. L'hemisferi de davant és d'un color clar uniforme i conté uns cràters relativament joves i petits (de menys de 40 km de diàmetre) que no presenten un relleu gaire marcat, a diferència dels de la Lluna i Mercuri. L'hemisferi de darrere presenta cràters més grossos i més vells i, sobretot, unes llargues franges clares que travessen l'hemisferi de cap a cap. Es pensa que aquestes línies poden ser material ejectat per volcans de gel durant el procés de formació del satèl·lit, quan la roca sota l'escorça encara era líquida. Tanmateix, observacions recents de Dione, que presenta unes franges semblants, mostren que en realitat són penya-segats de gel. Rea encara no ha estat fotografiada en detall per la sonda Cassini, però és lògic pensar que les franges de Rea siguin del mateix tipus. Els científics pensen que fa molt temps l'hemisferi de davant també tenia cràters grossos i vells però, mentre el satèl·lit encara s'estava formant, devia tenir lloc un ressorgiment de la superfície que va esborrar tots els cràters antics.